# Mallow (Irlanda)
Mallow (in irlandese: Mala) è una cittadina della Repubblica d'Irlanda situata in riva al fiume Blackwater nella provincia meridionale del Munster.
La sua ubicazione strategica all'incrocio delle principali vie di comunicazione della regione le ha valso l'appellativo di "The Crossroads of Munster" (il crocevia del Munster) e ne ha fatto storicamente il più importante mercato della zona.
Mallow è importante municipio e centro più popoloso dell'area nord della contea di Cork, di cui è il capoluogo amministrativo sede del "The Northern Divisional Offices of Cork County Council".

## Geografia fisica
Geograficamente la città è posta nella valle attraversata dal fiume Blackwater tra bassi rilievi collinari caratterizzati da lievi pendii.
All'altezza di Mallow il letto del fiume è a pelo d'acqua e qui si formano lunghi isolotti di detriti fluviali che ne facilitano l'attraversamento: potrebbe essere proprio questa "Magh nAla", la "piana di pietre" a cui farebbe riferimento l'antico toponimo gaelico.
Date l'alta piovosità irlandese e la modesta altimetria locale, non è raro che le esondazioni del Blackwater interessino la piana a ovest della città e con essa ampi tratti della strada statale N72, così come le zone più basse della città.
Per la geologia del proprio sottosuolo, Mallow è interessata dalla presenza di risorgive d'acque termali; la stessa geologia è pure all'origine della forte esposizione della città al gas radon la cui presenza è stata qui rilevata con valori tra i più alti al mondo.

## Origini del nome

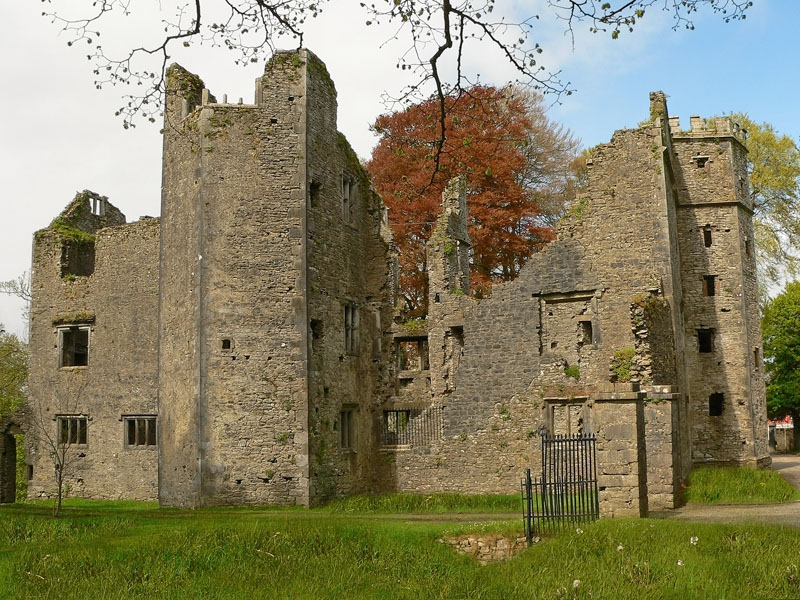
Le rovine dell'Old Mallow Castle

"...Questo luogo era anticamente chiamato Malla, Moyalla e Moyallow, di cui il nome attuale (Mallow) è solo una modifica.".
Il nome Mallow (che in lingua inglese ha il significato di "malva") è una anglicizzazione dell'antico toponimo gaelico Magh nAla ("piana della pietra").
Dalla contrazione di questo toponimo originale prese forma quello attuale, attestato da oltre 300 anni, Mala che dal 1975 è il nome ufficiale della città in lingua irlandese.
Da un'errata trascrizione del toponimo Magh nAla in Magh Eala, avvenuta nella compilazione degli "Annali dei Quattro Maestri o Annali del Regno d'Irlanda dei Quattro Maestri" (Annála Ríoghdhachta Éireann Nó Na «gCeithre Máistrí), deriverebbero alcune false etimologie del nome tra cui quella poetica "piana dei cigni" proposta nel 1938 dal professor Thomas Francis O'Rahilly ancora oggi (2014) associata alla promozione dell'immagine della città e del suo territorio.

## Storia
La storia della città è strettamente legata al fiume Blackwater, o meglio al controllo del guado ancora oggi presente sotto il ponte che unisce la parte antica (a nord) con i nuovi quartieri a sud del fiume.
Non meno importante è la presenza di sorgenti termali calde, rarissime in Irlanda, la cui alta dedicazione in era cristiana al santo patrono d'Irlanda, Patrizio, ed alla Madonna (Lady's Well), evidenziano l'importanza riconosciuta a queste sorgenti che devono avere suscitato interesse sin dall'antichità.
Queste acque, la bontà delle terre attorno, e le opportunità economiche e politiche derivanti dal controllo dell'unico guado della contrada che permetteva il transito di gente, armenti e merci tra le terre a nord e a sud del fiume, devono avere costituito un'importante attrattiva per l'insediamento umano che col tempo darà origine alla città.
Benché nel territorio di Mallow la presenza umana risalga almeno al III millennio a.C., come attesta l'allineamento megalitico dell'Età del Bronzo di Un Seisear - Beenalaght (situato a circa 14 km a sud-ovest dalla città), le prime informazioni sul luogo dell'attuale città risalgono al XII secolo quando i Normanni sottrassero la regione al nativo clan degli O'Keef e nel 1185 costruirono un fortilizio proprio per controllare l'importante guado del Blackwater.
Il fortilizio normanno sarà sostituito un secolo dopo, nel 1282, dal castello dei Desmond Fitzgerald e, ancora negli ultimi anni del XV secolo da una casa-torre fatta costruire da Sir John Norreys, Lord President del Munster; è questo il vecchio "Mallow Castle" le cui vestigia sono oggi visibili nel parco della città.
A partire dagli anni trenta del XVIII secolo, il grande richiamo delle proprietà salutari delle sue acque termali e l'amenità dei luoghi favorì la nascita in città di alberghi e resorts per una clientela per lo più borghese.
Rapidamente la piccola Mallow si trasformò in rinomato luogo di villeggiatura e la sua Spa divenne alla moda tanto quanto la più blasonata Bath, in Inghilterra.
Una frequentazione dovuta certamente anche alla fama della sua atmosfera festaiola e al comportamento decisamente libertino di tanti suoi ospiti; in quest'atmosfera verrà scritta la celeberrima canzone The Rakes of Mallow (I Rastrelli di Mallow) che, celebrando il vizioso dolce far niente dei "rastrelli", farà conoscere il nome della città nel mondo.
Il periodo d'oro delle terme e dei "Rakes of Mallow" durerà alcuni decenni; già a metà degli anni settanta del XVIII secolo si registrava un calo di villeggianti e Mallow non era più località alla moda.

### Simboli
Benché non ufficiali, lo stemma ed il motto di Mallow sono correntemente usati in ambito commerciale, sportivo ed anche nella comunicazione dell'amministrazione locale.
Lo stemma si compone di uno scudo quartato da una croce rossa in campo bianco; iniziando dal primo quarto in alto a sinistra, e procedendo in senso orario, sono raffigurati:
- un castello (il Mallow Castle simbolo della storia cittadina);
- un libro aperto (a ricordare gli scrittori e gli intellettuali nati in questa contrada o ad essa legati);
- un cigno sull'acqua (a richiamare le origini della città sorta sulla "Piana dei Cigni" in riva al fiume Blackwater);
- una testa di cane (a citare "The Dogs'Heads" -Le Teste di Cani-, una fontana della città da cui sgorgava l'acqua termale per cui Mallow divenne famosa nel XVIII secolo.

Sotto lo scudo è posto un cartiglio recante il motto latino "Per Ignem et Aquam" (attraverso il fuoco e l'acqua) che fa riferimento al risorgere di Mallow dopo essere stata colpita duramente, come accadde col rogo appiccatole dall'esercito britannico nel 1920 o con le rovinose inondazioni provocate dal Blackwater.

## Monumenti e luoghi d'interesse

### Architetture religiose
- Chiesa e cimitero di St. Anne XII secolo. Abbandonata in rovina dal 1821.
- Chiesa di St. James XIX secolo. Parrocchiale della comunità anglicana della Church of Ireland.
- Chiesa di St. Mary XIX secolo. Parrocchiale della comunità cattolica.
- Chiesa della Resurrezione XX secolo. Nuova parrocchiale cattolica.

### Architetture civili

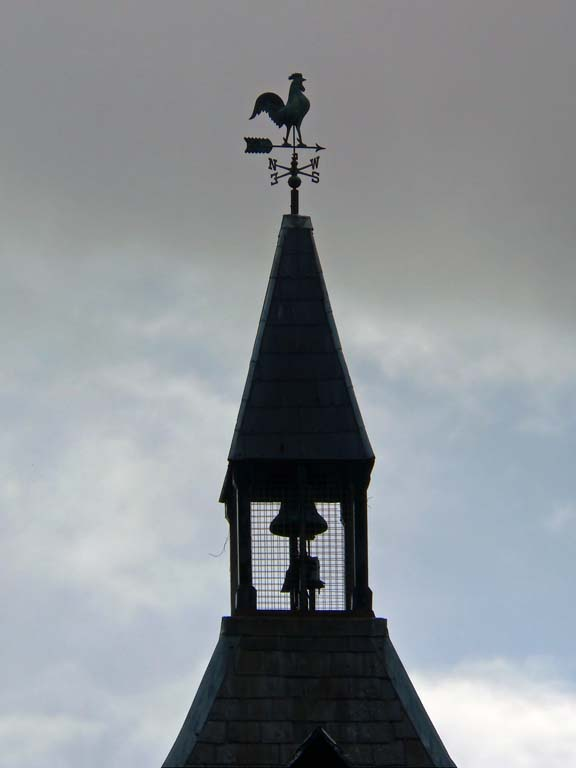
Particolare in controluce della Clock House

- The Clock House XIX secolo. La Casa dell'Orologio si erge alla fine della caratteristica Davis Street, la principale via cittadina. Si tratta di un edificio a graticcio in stile Tudor, dotato di campanile, donato alla città nel 1855 da Sir Denham Orlando Jephson, proprietario del castello e architetto dilettante. L'orologio che gli dà il nome proviene dal Mallow Castle.
- The Spa House XVIII secolo. Altro edificio in stile Tudor legato al fiorente periodo in cui Mallow era rinomata località termale. Attualmente ospita la sede dell'Agenzia per le fonti rinnovabili. Nel parco intorno sono il Lady's Well (il pozzo della Madonna) e le vasche delle vecchie terme.
- The New Mallow Castle XIX secolo. Si tratta di una notevole palazzo baronale a pochi passi dall'antico maniero. Nel grande parco pascola un branco di daini bianchi discendenti di quelli che la regina Elisabetta I d'Inghilterra regalò alla sua figlioccia Elisabeth Norreys-Jephson proprietaria del castello di Mallow.
- Doneraile Court XVII secolo. Sir William St. Leger costituì in questa residenza di famiglia nei pressi del villaggio di Doneraile la sede della Corte del Munster di cui egli era Lord President.

### Architetture militari
- Old Mallow Castle. Le vestigia del vecchio castello del XV secolo che controllava il guado del Blackwater sono visibili nel parco della città.
- Liscarrol Castle XII secolo.
- Doneraile Castle XV secolo.
- Dromaneen Castle XVII secolo.

### The Spa (le terme)
Le acque termali di Mallow affiorano nella zona della città chiamata Spa Glen, non molto distanti dal fiume, a nord del castello.
Si tratta di acque tipicamente carbonatiche provenienti da una falda acquifera situata a circa 1100 metri di profondità tra rocce calcaree ma che si differenziano dagli altri acquiferi locali per un minore tenore di nitrati, di bicarbonato e di calcio.
La temperatura dell'acqua in falda è stimata tra i 30 e i 40 °C e sgorga in diverse sorgenti con temperature comprese tra i 17 e i 23 °C circa suscettibili di variazione stagionale (più calde in estate, più fredde in inverno).
La più copiosa fra le sorgenti termali di Mallow è quella denominata Lady's Well la cui portata è di 617 litri al minuto.
Nonostante siano note da sempre, queste sorgenti vennero utilizzate in modo sistematico solo dal XVII secolo quando in tutta l'Europa, si manifestò un rinnovato interesse per il termalismo e le cure idropiniche.
Così nel 1727, dopo il successo ottenuto nella cura di un paziente trattato con le acque di queste sorgenti, un medico di Cork, il dottor Rogers, si convinse delle loro proprietà terapeutiche evidenziando che la loro temperatura non più alta di 23 °C si dimostrava adatta specialmente per la cura di pazienti debilitati e intolleranti le acque troppo calde di altre stazioni termali europee.
Grazie all'entusiastico supporto di medici specialisti britannici, come il dottor J. Rutty, già nel 1735 Mallow divenne famosa come centro termale per la cura di disturbi a carico dell'apparato respiratorio, di quello digerente e di quello urinario, nonché di problemi dermatologici e diabetologici.
Un secolo più tardi, nell'Irlanda sconvolta e spopolata dalla Grande Carestia, epidemie di tifo e colera ed emigrazione, le terme di Mallow erano definitivamente in disuso e, praticamente dimenticate.
Nessuno se ne occupò più sino al 1960, quando una delle risorgive fu trasformata in piscina per bambini.
All'inizio degli anni ottanta del XX secolo, la ricerca di fonti energetiche alternative promossa dalla Comunità Europea ha fatto riconsiderare le potenzialità delle acque termali di Mallow, la cui conoscenza è stata oggetto di nuovi studi scientifici pluridisciplinari coordinati dall'University College di Cork.
Da allora sono stati avanzati una molteplicità di progetti per utilizzare le acque termali in impianti di teleriscaldamento, acquacoltura, e coltivazioni idroponiche, oltre all'avvio di un parco tematico di riferimento nazionale dedicato all'educazione all'uso sostenibile dell'energia che ha già la sua sede nel restaurato storico edificio della Spa House.

### Cork Racecourse
Cork Racecourse è un ippodromo molto frequentato dagli appassionati di equitazione e scommettitori della contea. L'impianto, inaugurato nel 1924 col nome di Mallow Racecourse, si trova a circa 3 km ad ovest della città, lungo la strada statale N72. Vi si svolgono gare di corsa ad ostacoli (National Hunt racing) e piane (Flat racing). Il circuito è un anello destrorso lungo 1,5 miglia (2.414,016 metri) con rettilineo per lo sprint di cinque furlongs (1005,84 metri). Nei suoi spazi, con cadenza annuale, si svolge anche la manifestazione floro-vivaistica “The Mallow Garden Show”. Nell'aprile 1983 il green dell'ippodromo fu utilizzato come pista di atterraggio per un velivolo messicano che vi atterrò in emergenza; l'episodio è stato portato sul grande schermo nel 2010 dal regista dublinese Ian Power con il film The RunWay.

## Infrastrutture e trasporti
La cittadina è dotata di una stazione, posta sulla Dublino-Cork, dalla quale si dirama la linea per Tralee. Entrambe le linee sono gestite dalla Iarnród Éireann (IÉ).